# Edo Rossi
Edo Rossi (Castellucchio, 2 aprile 1951 – Goito, 29 marzo 2021) è stato un politico e sindacalista italiano.

## Biografia
Operaio, fu per circa vent'anni dirigente della FLAI CGIL fino a metà degli anni '90, quando assunse la guida della corrente Essere Sindacato.
Fin dalla gioventù militò nel Partito Comunista Italiano; aderì poi a Rifondazione Comunista, di cui fu segretario provinciale di Mantova dal 1994 al 1996. Alle elezioni politiche del 1996 si candidò alla Camera dei deputati e venne eletto deputato nella quota proporzionale; rimase in carica per tutta la XIII Legislatura.
Alle successive elezioni politiche del 2001 si è ricandidato al Senato della Repubblica per Rifondazione Comunista, senza risultare eletto.
Passò nel 2006 al neonato Partito Comunista dei Lavoratori di Marco Ferrando, di cui divenne coordinatore provinciale a Mantova nel 2008. 
Abbandonò il Partito Comunista dei Lavoratori nel 2011 dopo aver presentato un documento alternativo al II° Congresso, costituendo una tendenza e dopo aver ipotizzato la costituzione di una lista unitaria di sinistra alle elezioni locali di Mantova. Da allora non aderì mai ad altri partiti, ma continuò la militanza politica nel circolo locale “Liberazione” con cui realizzava ogni anno una festa nella sua cittadina di Goito.
Muore dopo una lunga malattia il 29 marzo 2021, pochi giorni prima di compiere 70 anni.